# Okręg wyborczy Beckenham
Okręg wyborczy Beckenham powstał w 1950 i wysyła do brytyjskiej Izby Gmin jednego deputowanego. Okręg obejmuje północno-zachodnią część London Borough of Bromley.

## Deputowani do brytyjskiej Izby Gmin z okręgu Beckenham
| Wybory | Deputowany             | Partia               |
| ------ | ---------------------- | -------------------- |
| 1950   | Patrick Buchan-Hepburn | Partia Konserwatywna |
| 1957   | Philip Goodhart        | Partia Konserwatywna |
| 1992   | Piers Merchant         | Partia Konserwatywna |
| 1997   | Jacqui Lait            | Partia Konserwatywna |
| 2010   | Bob Stewart            | Partia Konserwatywna |